# Evropská silnice E84
Mezinárodní silnice E84 je evropská silnice, která vede evropskou částí Turecka a přes Tekirdağ propojuje páteřní evropské silnice E80 a E90. Je dlouhá 163 km a je vedena vesměs po rychlostní silnici.

## Trasa
Turecko
- Keşan (E87, E90) – Tekirdağ – Marmaraereğlisi – Kınalı
- – Silivri – E80 směr İstanbul